# 발차기
발차기 또는 킥(Kick)은 근접한 상태에서 발, 다리, 무릎을 이용해 가격하는 타격기의 총칭이다. 태권도, 가라테, 킥복싱, 무에타이, 카포에이라, 보비남, 판크라티온 등 각종 격투기 및 무술 등에서 사용되며, 권투 등 규정상 발차기를 사용할 수 없는 격투기 또한 존재한다.

## 기본 발차기
- 앞차기
- 돌려차기
- 옆차기
- 거듭옆차기
- 뒷차기

## 고급 기술
- 엑스 킥(axe kick)
- 접영 킥
- 카프 킥(Calf kick)
- 반달 차기
- 후려 차기
- 반대 돌려 차기
- 플라잉 킥(flying kick)
- 시저킥(Scissor kick)
- 스피닝 힐 킥(Spinning heel kick)
- 버티컬 킥(Vertical kick)
- 다중차기
  - 이중차기
  - 연속차기
  - 혼합차기
- 헥토파스칼킥
- 720도 턴차기
- 뛰어 앞차기
- 플라잉 니킥

## 같이 보기
- 주먹질